# دبلیو دبلیو اینترنشنال
دبلیو دبلیو اینترنشنال (انگلیسی: WW International) با نام قبلی دیدبان‌های وزن؛ شرکت بین‌المللی است که در سال ۱۹۶۳ تأسیس شد و راهکارهای کاهش وزن و زندگی سالم‌تر را دنبال می‌کند.